# Miguel Díaz
Pour les articles homonymes, voir Miguel Díaz (homonymie) et Diaz.
Miguel Díaz (???? - 1514), est un aventurier espagnol.

## Biographie
Diaz est né en Aragon après le milieu du XVe siècle. Il était au service de Bartolomeo Colomb, frère de Christophe Colomb et l'accompagna dans son deuxième voyage aux Amériques. Il découvrit en 1495 les mines d'or d'Hayna à Hispaniola puis partagea la disgrâce de Colomb qu'il défendit contre Bobadilla.
En 1509, il est nommé lieutenant gouverneur de Puerto Rico sous Juan Ponce de León.

## Source
Cet article comprend des extraits du Dictionnaire Bouillet. Il est possible de supprimer cette indication, si le texte reflète le savoir actuel sur ce thème, si les sources sont citées, s'il satisfait aux exigences linguistiques actuelles et s'il ne contient pas de propos qui vont à l'encontre des règles de neutralité de Wikipédia.